# Rona Cup 2011
Rona Cup 2011 byl hokejový turnaj konající se v Trenčíně v roce 2011. Pohár začínal 12. srpna a končil 14. srpna. Titul získal podruhé ve své historii PSG Zlín.

## Výsledky a tabulka
| Pozice | Tým               | Z | V | R | P | GS | GI | B |
| ------ | ----------------- | - | - | - | - | -- | -- | - |
| 1.     | PSG Zlín          | 3 | 2 | 0 | 1 | 9  | 5  | 4 |
| 2.     | HC Košice         | 3 | 2 | 0 | 1 | 9  | 7  | 4 |
| 3.     | HC Dukla Trenčín  | 3 | 2 | 0 | 1 | 8  | 7  | 4 |
| 4.     | HK 36 Skalica     | 3 | 2 | 0 | 1 | 5  | 6  | 4 |
| 5.     | HC Oceláři Třinec | 3 | 1 | 0 | 2 | 10 | 10 | 2 |
| 6.     | HK Nitra          | 3 | 0 | 0 | 3 | 4  | 10 | 0 |

Při rovnosti bodů rozhoduje rozdíl skóre
|  | HC Dukla Trenčín | 4 : 3                                        | HC Oceláři Třinec |  |
|  | HC Dukla Trenčín | (1:1, 2:1, 1:1) - doplňkové sam. nájezdy 0:0 | HC Oceláři Třinec |  |

| Souhrn zápasu | Souhrn zápasu                                          | Souhrn zápasu | Souhrn zápasu                    | Souhrn zápasu |
| ------------- | ------------------------------------------------------ | ------------- | -------------------------------- | ------------- |
|               | 17. Pardavý 30. R. Tybor 37. J. Gašparovič 56. Radulay |               | 16. Marosz 27. Nedbálek 60. Hrňa |               |

|  | HC Košice | 1 : 5                                  | PSG Zlín |  |
|  | HC Košice | (0:1, 1:2, 0:2), doplňkové nájezdy 2:2 | PSG Zlín |  |

| Souhrn zápasu | Souhrn zápasu | Souhrn zápasu | Souhrn zápasu                                          | Souhrn zápasu |
| ------------- | ------------- | ------------- | ------------------------------------------------------ | ------------- |
|               | 24. Dravecký  |               | 8. Veselý 30. Důras 38. Veselý 58. Záhorovský 58. Čech |               |

|  | HK Nitra | 1 : 2                                         | HK 36 Skalica |  |
|  | HK Nitra | (0:0, 1:2, 0:0) - doplňkové sam. nájezdy: 2:2 | HK 36 Skalica |  |

| Souhrn zápasu | Souhrn zápasu | Souhrn zápasu | Souhrn zápasu         | Souhrn zápasu |
| ------------- | ------------- | ------------- | --------------------- | ------------- |
|               | 37. S. Saliji |               | 21. Lušňák 26. Lušňák |               |

|  | HC Košice | 5 : 2                                    | HC Oceláři Třinec |  |
|  | HC Košice | (1:2, 2:0, 2:0) - doplňkové nájezdy: 3:3 | HC Oceláři Třinec |  |

| Souhrn zápasu | Souhrn zápasu                                                             | Souhrn zápasu | Souhrn zápasu        | Souhrn zápasu |
| ------------- | ------------------------------------------------------------------------- | ------------- | -------------------- | ------------- |
|               | 15. Marcel Haščák 28. Fabuš 40. Fabuš 41. Marcel Haščák 46. Marcel Haščák |               | 3. Orsava 18. Marosz |               |

|  | HK Nitra | 2 : 3                                     | PSG Zlín |  |
|  | HK Nitra | (1:2, 0:0, 1:1) - doplňkové nájezdy: 1:2. | PSG Zlín |  |

| Souhrn zápasu | Souhrn zápasu              | Souhrn zápasu | Souhrn zápasu                  | Souhrn zápasu |
| ------------- | -------------------------- | ------------- | ------------------------------ | ------------- |
|               | 6. Podstavek 60. Podstavek |               | 10. Holík 18. Galvas 48. Duras |               |

|  | HC Dukla Trenčín | 2 : 3                                    | HK 36 Skalica |  |
|  | HC Dukla Trenčín | (0:1, 2:0, 0:2) - doplňkové nájezdy: 2:0 | HK 36 Skalica |  |

| Souhrn zápasu | Souhrn zápasu             | Souhrn zápasu | Souhrn zápasu                         | Souhrn zápasu |
| ------------- | ------------------------- | ------------- | ------------------------------------- | ------------- |
|               | 21. Melichárek 35. Lelkeš |               | 10. Obdržálek 43. Hruška 47. Romančík |               |

|  | HC Dukla Trenčín | 2 : 1                                   | PSG Zlín |  |
|  | HC Dukla Trenčín | (1:1, 0:0, 1:0) - doplnkové nájazdy 2:0 | PSG Zlín |  |

| Souhrn zápasu | Souhrn zápasu        | Souhrn zápasu | Souhrn zápasu | Souhrn zápasu |
| ------------- | -------------------- | ------------- | ------------- | ------------- |
|               | 15. Tybor 56. Tvrdoň |               | 17. Veselý    |               |

|  | HC Košice | 3 : 0                                   | HK 36 Skalica |  |
|  | HC Košice | (1:0, 1:0, 1:0) - doplnkové nájazdy 1:1 | HK 36 Skalica |  |

| Souhrn zápasu | Souhrn zápasu                          | Souhrn zápasu | Souhrn zápasu | Souhrn zápasu |
| ------------- | -------------------------------------- | ------------- | ------------- | ------------- |
|               | 5. Jenčík 22. Marcel Haščák 46. Jenčík |               | 0             |               |

|  | HK Nitra | 1 : 5                                   | HC Oceláři Třinec |  |
|  | HK Nitra | (0:1, 0:3, 1:1) - doplnkové nájazdy 1:2 | HC Oceláři Třinec |  |

| Souhrn zápasu | Souhrn zápasu | Souhrn zápasu | Souhrn zápasu                                          | Souhrn zápasu |
| ------------- | ------------- | ------------- | ------------------------------------------------------ | ------------- |
|               | 52. Grošaft   |               | 11. Březina 28. Hampl 34. Rufer 37. Cartelli 54. Rufer |               |